# Lumos
Lumos (dawniej: Children’s High Level Group) – organizacja charytatywna założona przez pisarkę J.K. Rowling i eurodeputowaną Emmę Nicholson w 2005 roku.
Lumos jest międzynarodową organizacją pozarządową, zajmującą się poprawą życia będących pod opieką władz publicznych dzieci, mieszkających w instytucjonalnych formach opieki. Na świecie osiem milionów dzieci wychowuje się poza rodziną. Ponad 90 procent z nich nie stanowią sieroty. Są to dzieci, które oddzielono od rodziny z powodu biedy, niepełnosprawności, rzadziej dlatego, że były zaniedbywane przez rodziców, czy występowały z nimi problemy wychowawcze.
Lumos uważa, że ta instytucjonalizacja jest formą przemocy, bo takie doświadczenie pozostawia na całe życie ślady w psychice. Organizacja pracuje na siedmiu różnych poziomach – od indywidualnego dziecka do rządzących – by poprawić system opieki socjalnej i edukacji, zmieniać postawy, pomagać dzieciom przenieść się z zakładów opieki do rodzin zastępczych. Wszystko po to, by do 2030 roku żadne dziecko nie podlegało instytucjonalizacji.
Lumos pracuje nad projektami w Bułgarii, Czechach, Mołdawii, Czarnogórze i na Ukrainie.
Dochody ze sprzedaży książki Baśnie barda Beedle’a napisanej przez J.K. Rowling są przekazywane organizacji.